# حیدر اسدف

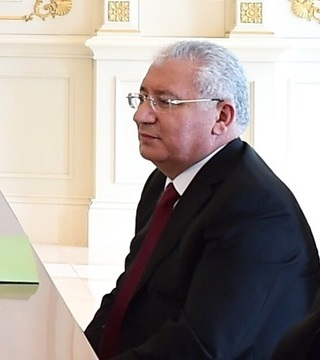
حیدر اسدف

حیدر فرزند خانیش اسدف (به ترکی آذربایجانی- Heydər Xanış oğlu Əsədov) وزیر کشاورزی جمهوری آذربایجان است که، موفق به دریافت نشان افتخار «برای خدمت به وطن» شده‌است.

## زندگی
حیدر اسدف در ۲۴ اکتبر سال ۱۹۵۹ به دنیا آمده‌است. وی در سال ۱۹۷۸ در دانشکده حسابداری هنرستان تجاری باکو شوروی و در سال ۱۹۸۳ در دانشکدهٔ حسابداری- اقتصاد دانشکده ملی کشاورزی آذربایجان به نام «داداش بنیادزاده» فارغ‌التحصیل گشته‌است. وی در طول تحصیلات خود در سالهای ۱۹۷۸ الی ۱۹۸۴، در مؤسسات مختلفی به عنوان کارگر، حسابدار، حسابدار ارشد و بازرس ارشد مشغول به کار بوده‌است. در سال ۱۹۸۷، با دفاع از پایان‌نامه خود در دانشگاه دولتی مسکو به نام «لومونسف» موفق به اخذ مدرک دکتری علوم اقتصادی شد. وی فی‌مابین سالهای ۱۹۸۳ تا ۱۹۹۲ در سمت‌های دانشیار و دانشیار ارشد، مشغول به کار بوده‌است.
حیدر اسدف در سال‌های ۱۹۹۲ الی ۱۹۹۵ در مقطع تحصیلی دکترای دانشگاه مرمره استانبول تحصیل گرفته‌است.
وی در سال ۱۹۹۵ با فرمان رئیس جمهوری آذربایجان به پست معاون وزیر دارایی منصوب شده‌است. در سال‌های ۱۹۹۶ الی ۲۰۰۷ مدیر کل ادارهٔ کل دولتی خزانه‌داری تحت وزارت دارایی جمهوری آذربایجان، نایب وزیر دارایی و در سال‌های ۲۰۰۷ تا ۲۰۱۳ رئیس اتاق حسابداری جمهوری آذربایجان بوده‌است.
وی با دستور رئیس‌جمهوری آذربایجان مورخ ۲۲ اکتبر سال ۲۰۱۳ به‌سمت وزیر کشاورزی جمهوری آذربایجان منصوب شده‌است.
در سال ۲۰۱۱، نشان افتخار «برای خدمت به وطن» از سوی دولت آذربایجان به وی اعطا گردیده‌است. وزیر کشاورزی جمهوری آذربایجان مؤلف ۳ تک‌نگاری و بیش از ۳۰ اثر علمی می‌باشد.
متأهل است و سه فرزند دارد.